# Улица Дубовая Роща (Москва)
Улица Дубо́вая Ро́ща — небольшая улица на севере Москвы, в Останкинском районе Северо-Восточного административного округа; между улицей Академика Королёва и проездом Дубовой Рощи, у железнодорожной платформы Останкино. Название сложилось в начале XX века по находящемуся вблизи лесному массиву, где преобладали дубы.

## Расположение
Улица Дубовая Роща проходит с юга на север и начинается от проезда Дубовой Рощи у платформы Останкино Октябрьской железной дороги. Заканчивается на пересечении с улицей Академика Королёва и переходит в Ботаническую улицу.

## Общественный транспорт
По улице проходят автобусы 311 и 561, имеющие конечную остановку в конце улицы, у восточного выхода платформы «Останкино».

## Учреждения и организации
- Дом 1 — Алексеевский спортивный клуб служебного собаководства;

К 1969 году в здании по адресу Дубовая Роща, 25 была размещена ЦВГМО. Это было связано со строительством Останкинской телебашни и устройством на ней высотной метеорологической лаборатории. Организация была создана для исследования процессов в атмосфере путём анализа данных с датчиков телебашни.
- Владение 25, корпус 1, строение 2 — Телеком-Центр;
- Дом 25 — 5-й полк милиции вневедомственной охраны ГУВД г. Москвы;
- Дом 25, корпус 1, строение 1 — Научно-исследовательский и проектно-конструкторский институт почтовой связи.
- Дом 25, корпус 2, 4 — Ростелеком.